# Franjo von Allmen
Franjo von Allmen (Boltigen, 24 luglio 2001) è uno sciatore alpino svizzero, campione del mondo nella discesa libera e nella combinata a squadre a Saalbach-Hinterglemm 2025.

## Biografia
Specialista delle prove veloci attivo dall'ottobre del 2017, von Allmen ha esordito in Coppa Europa il 18 gennaio 2021 a Zinal in supergigante (37º) e ai Mondiali juniores di Panorama 2022 ha vinto la medaglia d'argento nella discesa libera, nel supergigante e nella combinata; il 29 gennaio 2023 ha conquistato a Orcières in discesa libera la prima vittoria, nonché primo podio, in Coppa Europa e il 4 marzo seguente ha debuttato in Coppa del Mondo, ad Aspen in discesa libera (46º). Il 28 gennaio 2024 ha conquistato il primo podio in Coppa del Mondo nel supergigante di Garmisch-Partenkirchen (3º) e il 17 gennaio 2025 la prima vittoria nel supergigante di Wengen. Al debutto iridato a Saalbach-Hinterglemm 2025 ha vinto la medaglia d'oro nella discesa libera e nella combinata a squadre (in coppia con Loïc Meillard) e si è piazzato 12º nel supergigante; in quella stessa stagione 2024-2025 è stato 2º nella Coppa del Mondo di discesa libera superato dal vincitore, Marco Odermatt, di 83 punti. Non ha preso parte a rassegne olimpiche.

## Palmarès

### Mondiali
- 2 medaglie:
  - 2 ori (discesa libera, combinata a squadre a Saalbach-Hinterglemm 2025)

### Mondiali juniores
- 3 medaglie:
  - 3 argenti (discesa libera, supergigante, combinata a Panorama 2022)

### Coppa del Mondo
- Miglior piazzamento in classifica generale: 4º nel 2025
- 8 podi (5 in discesa libera, 3 in supergigante):
  - 3 vittorie (2 in discesa libera, 1 in supergigante)
  - 3 secondi posti (in discesa libera)
  - 2 terzi posti (in supergigante)

#### Coppa del Mondo - vittorie
| Data             | Località      | Paese    | Specialità |
| ---------------- | ------------- | -------- | ---------- |
| 17 gennaio 2025  | Wengen        | Svizzera | SG         |
| 21 febbraio 2025 | Crans-Montana | Svizzera | DH         |
| 8 marzo 2025     | Kvitfjell     | Norvegia | DH         |

Legenda:

DH = discesa libera

SG = supergigante

### Coppa Europa
- Miglior piazzamento in classifica generale: 7º nel 2023
- 1 podio:
  - 1 vittoria

#### Coppa Europa - vittorie
| Data            | Località | Paese   | Specialità |
| --------------- | -------- | ------- | ---------- |
| 29 gennaio 2023 | Orcières | Francia | DH         |

Legenda:

DH = discesa libera

### Nor-Am Cup
- Miglior piazzamento in classifica generale: 60º nel 2022
- 1 podio:
  - 1 secondo posto

### Campionati svizzeri
- 4 medaglie:
  - 1 oro (discesa libera nel 2025)
  - 3 bronzi (combinata nel 2020; discesa libera nel 2022; supergigante nel 2023)